# Joseph Vloeberghs
Jozef Vloeberghs, ou Joseph Vloeberghs, (né le 15 novembre 1935 à Emblem et mort le 21 mai 1992 à Duffel) est un coureur cycliste belge, professionnel de 1958 à 1963.

## Biographie
Jozef Vloeberghs passe dans la catégorie indépendant le 28 août 1957 chez Libertas-Dr. Mann, puis devient professionnel l'année suivante.
En 1959, il dispute le Tour d'Espagne. Lors de la septième étape, il participe à une échappée onze coureurs qui prennent près d'une demi-heure d'avance sur le peloton. Étant le coureur le mieux classé du groupe, il prend la première place du classement général. Il cède cette dernière dès le lendemain à l'un de ses compagnons d'échappée, Pierre Everaert, à nouveau à l'avant de la course.
Deuxième du Grand Prix des Nations derrière Ercole Baldini en 1960, il participe au Tour de France 1961 avec l'équipe de Belgique. Arrivé hors délais lors de la 7e étape, il ne termine pas cette « grande boucle ».
En 1963, des problèmes rénaux le poussent à arrêter sa carrière alors qu'il est encore sous contrat avec Dr. Mann. Il travaille ensuite dans l'industrie diamantaire.

## Palmarès

### Palmarès amateur
- 1957
  - Circuit de l'Ouest à Mons :
    - Classement général
    - 2e étape

  - 1re et 4e étapes du Tour de Yougoslavie
  - 3e du Circuit des Neuf Provinces
  - 3e du championnat d'Anvers

### Palmarès professionnel
- 1958
  - Coupe Sels
  - Tour des 2 Mers
- 1959
  - 8e du Tour d'Espagne
- 1960
  - 2e étape secteur b des Trois Jours d'Anvers (contre-la-montre par équipes)
  - 2e de Anvers-Liège-Anvers
  - 2e du Grand Prix des Nations
- 1961
  - 2e de la Nokere Koerse
  - 2e du Grand Prix Beeckman-De Caluwé
- 1962
  - Circuit du Brabant occidental
  - 2e étape du Tour de Suisse
  - Grand Prix Betekom
  - 3e du Grand Prix du Brabant wallon

## Résultats sur les grands tours

### Tour de France
1 participation
- 1961 : hors délais (7e étape)

### Tour d'Espagne
1 participation
- 1959 : 8e,  maillot amarillo pendant un jour